# Maelcum Soul
Maelcum Soul (née Patricia Ann Soul, 22 septembre 1940 - 5 avril 1968) est une artiste bohémienne de Baltimore (Maryland). Elle a tourné dans deux films de John Waters: Roman Candles et Eat Your Makeup.
John Waters la décrit comme sa première "star". Elle était célèbre pour son style et son maquillage scandaleux et ses ensembles de magasins de seconde main.
Elle a étudié la peinture au Maryland Institute College of Art, puis a travaillé au Fat Black Pussycat Cafe à New York. Plus tard, elle sera barmaid au Martick's à Baltimore.
Maelcum meurt d'un empoisonnement urémique en raison d'une insuffisance rénale à l'âge de 27 ans.

## Filmographie
- Roman Candles (1966) (non commercialisé) : La gouvernante
- Eat Your Makeup (1968) (non commercialisé) : La nourrice
- Dorothy Kansas City Pothead (1968) (film inachevé) : La sorcière